# 毛起鹇
毛起鹇（1916年3月7日—），号岂闲，江苏宝应人，中华民国外交官。
毛起鹇早年毕业于复旦大学，后赴美国密歇根大学任研究员。其后，历任中华民国驻苏联大使馆主事，驻丹麦公使馆随员，驻墨西哥答巴租腊领事馆随习领事，国民党驻墨第四直属支部执委，驻墨米市加利副领事馆副领事，驻阿根廷大使馆三等秘书、二等秘书兼理领事事务等职。赴台后，又历任行政院新闻局专门委员，外交部美洲司专员、秘书、专门委兼大事室帮办、中华民国驻西班牙大使馆参事、驻哥斯达黎加大使馆参事。1962年，出任中华民国驻巴西圣保罗总领事（公使衔）。1968年，又任外交部中南美洲司司长。1972年起出使中美洲，先后担任中华民国驻危地马拉大使、驻尼加拉瓜大使。